# Teoría de Burmester

Mecanismo de cuatro barras. En color verde, las dos manivelas (cada una con una articulación fija y otra móvil. En color azul, la biela que conecta las dos manivelas

La Teoría de Burmester es un conjunto de principios matemáticos que permiten generalizar y describir el comportamiento cinemático de distintos dispositivos mecánicos en el plano. Recibe el nombre de su creador, el geómetra alemán especialista en cinemática Ludwig Burmester (1840-1927).
Burmester introdujo técnicas geométricas para la síntesis del movimiento de los mecanismos a finales del siglo XIX. Su enfoque era deducir directamente las limitaciones geométricas del movimiento de los vínculos flotantes desde el punto de vista práctico de los inventores. Mediante este enfoque, un mecanismo de cuatro barras se define como un enlace flotante con dos puntos determinados obligados a moverse según dos circunferencias.
Su procedimiento parte de un conjunto de configuraciones geométricas (a menudo llamadas posiciones de trabajo) del movimiento de cada enlace flotante, como una serie de instantáneas de su desplazamiento obligado en el dispositivo analizado. El diseño de una biela que vincule las dos manivelas se convierte ahora en la búsqueda de un punto en el enlace flotante que en cada una de las posiciones de síntesis de su trayectoria se sitúe sobre un círculo. La dimensión de la manivela es la distancia desde el punto en el enlace flotante, llamado punto circular, con el centro del círculo sobre el que se desplaza, denominado punto central. Dos manivelas diseñadas de esta manera forman con la biela el enlace de cuatro barras buscado.
Esta formulación de la síntesis matemática de un mecanismo de cuatro barras y la solución a las ecuaciones resultantes se conoce como la Teoría de Burmester. El enfoque ha sido generalizado posteriormente para la síntesis de mecanismos esféricos y espaciales más complejos.

## Síntesis finita de posiciones

### Formulación geométrica
La Teoría de Burmester busca puntos en un cuerpo que se mueven en trayectorias que se encuentran en una circunferencia, llamados puntos circulares. El diseñador aproxima el movimiento deseado del mecanismo mediante un número finito de posiciones de trabajo, Burmester demostró que existen al menos cinco puntos de trabajo que además son circulares. Encontrar estos puntos requiere resolver cinco ecuaciones de segundo grado con cinco incógnitas, lo que le llevó a utilizar las técnicas de la geometría descriptiva. Las construcciones gráficas de Burmester todavía aparecen hoy en día en los libros de texto sobre teoría de máquinas.

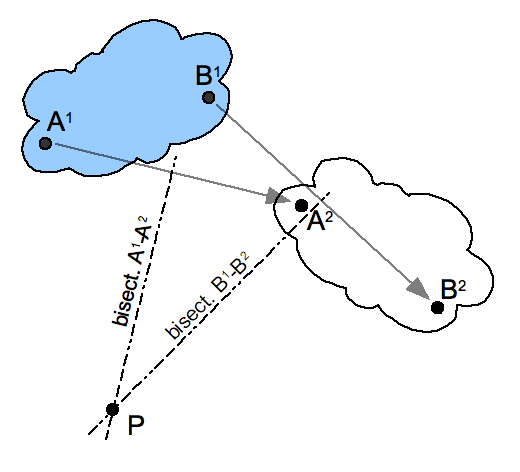
P es el polo del desplazamiento desde A¹B¹ hasta A²B²

Dos posiciones: Como ejemplo, considerar una tarea definida por dos posiciones de la pieza de enlace (representadas por las dos siluetas con forma de nube que aparecen en la figura). Seleccionar dos puntos A y B en la pieza, cuyas posiciones definen los segmentos A¹B¹ y A²B². Es fácil ver que A es un punto circular con un centro situado en la mediatriz del segmento A¹A². Del mismo modo, B es un punto circular con un centro situado en la mediatriz de B¹B². Es inmediato deducir que se pueden construir distintos mecanismos de cuatro barras capaces de mover la figura entre las dos posiciones especificadas, situando en un punto cualquiera de la mediatriz del segmento A¹A² la rótula fija de la manivela que se articule en A, y en la mediatriz de B¹B² la rótula fija de la manivela que se articule en B. El punto P es claramente especial, ya que es una bisagra que permite el movimiento de rotación puro desde A¹B¹ hasta A²B². Se llama el polo de desplazamiento relativo.
Tres posiciones: Si el diseñador especifica tres posiciones de trabajo, entonces los puntos A y B del cuerpo son puntos circulares cada uno con un único punto central. El punto central para A es el centro del círculo que pasa a través de sus tres posiciones: A¹, A² y A³. Del mismo modo, el punto central para B es el centro del círculo que pasa por B¹, B² y B³. Entonces, para tres posiciones de trabajo, se obtiene una articulación de cuatro barras por cada pareja de puntos A y B elegidos como articulaciones en movimiento.
Cuatro posiciones: La solución gráfica para el problema de síntesis se vuelve más interesante en el caso de cuatro posiciones de trabajo, porque no todos los puntos del cuerpo son puntos circulares. Cuatro posiciones de trabajo producen seis polos de desplazamiento relativo, y Burmester seleccionaba cuatro de ellos para formar un cuadrilátero de polos opuestos, que luego utilizaba para generar gráficamente las curvas de puntos circulares (Kreispunktcurven). Burmester también demostró que la curva de puntos circulares es una curva cúbica circular en el cuerpo en movimiento.
Cinco posiciones: Para solucionar el caso de cinco posiciones de trabajo, Burmester halla la intersección de la curva del punto circular generado por el cuadrilátero de polos opuestos de un conjunto de cuatro de las cinco posiciones de trabajo, con la curva del punto circular generada por el cuadrilátero de polos opuestos de un conjunto diferente de cuatro posiciones de trabajo. Cinco posiciones implican diez polos de desplazamiento relativo, que producen cuatro diferentes cuadriláteros de polos opuestos, cada uno con su propia curva del punto circular. Burmester demostró que estas curvas se cruzan en un máximo de cuatro puntos, llamados puntos de Burmester, cada uno de los cuales traza cinco puntos en un círculo alrededor de un punto central. Debido a que dos puntos girando definen un mecanismo de cuatro barras, estos cuatro puntos pueden producir hasta seis conexiones de cuatro barras que muevan el cuerpo a través de las cinco posiciones de trabajo especificadas.

### Formulación algebraica
El enfoque de Burmester a la síntesis de un mecanismo de cuatro barras se pueden formular matemáticamente mediante la introducción de transformaciones de coordenadas [Ti] = [Ai, Di], i = 1, ..., 5, en donde [A] es una matriz de rotación de 2x2 y d es un vector de traslación 2x1, que define las posiciones de trabajo de un bastidor móvil M especificadas por el diseñador.
El objetivo del procedimiento de síntesis consiste en calcular las coordenadas w = (wx, wy) de una articulación en movimiento unida al bastidor móvil M y las coordenadas de un pivote fijo G = (u, v) en el marco fijo F, que tienen la propiedad de que w se desplaza en un círculo de radio R alrededor de G. La trayectoria de w se define por las cinco posiciones de trabajo, tales como
{\displaystyle \mathbf {W} ^{i}=[T_{i}]\mathbf {w} =[A_{i}]\mathbf {w} +\mathbf {d} _{i},\quad i=1,\ldots ,5.}
entonces, las coordenadas W y G deben satisfacer las cinco ecuaciones,
{\displaystyle (\mathbf {W} ^{i}-\mathbf {G} )\cdot (\mathbf {W} ^{i}-\mathbf {G} )=R^{2},\quad i=1,\ldots ,5.}
Se elimina el radio desconocido R restando la primera ecuación del resto para obtener las cuatro ecuaciones de segundo grado con cuatro incógnitas,
{\displaystyle (\mathbf {W} ^{i}-\mathbf {G} )\cdot (\mathbf {W} ^{i}-\mathbf {G} )-(\mathbf {W} ^{1}-\mathbf {G} )\cdot (\mathbf {W} ^{1}-\mathbf {G} )=0,\quad i=2,\ldots ,5.}
Estas ecuaciones de síntesis pueden resolverse numéricamente para obtener las coordenadas w = (wx, wy) y G = (u, v) que localizan las articulaciones fijas y en movimiento de una manivela, que puede ser utilizada como parte de una articulación de cuatro barras. Burmester probó que son a lo sumo cuatro manivelas, que se pueden combinar para producir a lo sumo seis vínculos de cuatro barras capaces de guiar el bastidor móvil a través de las cinco posiciones de trabajo especificadas.
Es útil observar que las ecuaciones de síntesis pueden ser manipuladas en la forma
{\displaystyle (\mathbf {W} ^{i}-\mathbf {W} ^{1})\cdot ({\frac {\mathbf {W} ^{i}+\mathbf {W} ^{1}}{2}}-\mathbf {G} )=0,\quad i=2,\ldots ,5,}
lo que es el equivalente algebraico de la condición de que la articulación fija G se encuentra en las mediatrices de cada uno de los cuatro segmentos Wi - W1, i = 2, ...; 5.

## Síntesis de entrada-salida
Una de las aplicaciones más comunes de un mecanismo de cuatro barras toma la forma de una varilla que conecta dos manivelas, de forma que la rotación de la primera manivela acciona la rotación de la segunda. Las manivelas están articuladas a un bastidor fijo, y reciben el nombre de manivela de entrada y manivela de salida, y la biela de conexión es denominada "enlace". El enfoque de Burmester para el diseño de una articulación de cuatro barras se puede utilizar para obtener las dimensiones de una biela que ligue cinco ángulos especificados de la manivela de entrada con cinco ángulos especificados de la manivela de salida.
Para analizar el problema, se denominan θi, i = 1, ..., 5 las posiciones angulares de la manivela de entrada, y ψi, i = 1, ..., 5 los ángulos correspondientes de la manivela de salida. Para simplificar el cálculo la articulación fija de la manivela de entrada se sitúa en el origen de coordenadas del bastidor fijo, O = (0, 0), y se sitúa la articulación fija de la manivela de salida en C = (cx, cy), de acuerdo con las especificaciones del diseñador. Las incógnitas en esta síntesis de problemas son las coordenadas g = (gx, gy) de la articulación móvil de la manivela de entrada y las coordenadas w = (wx, wy) de la unión de la manivela de salida con la biela, medidas en sus marcos de referencia respectivamente.
Mientras las coordenadas de w y g no se conocen, sus trayectorias en el marco fijo están dadas por
{\displaystyle \mathbf {G} ^{i}=[A(\theta _{i})]\mathbf {g} ,\quad \mathbf {W} ^{i}=[A(\psi _{i})]\mathbf {w} +\mathbf {C} ,\quad i=1,\ldots ,5,}
donde [A(•)] indica la rotación por el ángulo dado.
Las coordenadas de w y g deben satisfacer las cinco ecuaciones de restricción,
{\displaystyle (\mathbf {W} ^{i}-\mathbf {G} ^{i})\cdot (\mathbf {W} ^{i}-\mathbf {G} ^{i})=R^{2},\quad i=1,\ldots ,5.}
Se elimina la longitud desconocida de la biela R restando la primera ecuación del resto para obtener las cuatro ecuaciones de segundo grado con cuatro incógnitas
{\displaystyle (\mathbf {W} ^{i}-\mathbf {G} ^{i})\cdot (\mathbf {W} ^{i}-\mathbf {G} ^{i})-(\mathbf {W} ^{1}-\mathbf {G} ^{1})\cdot (\mathbf {W} ^{1}-\mathbf {G} ^{1})=0,\quad i=2,\ldots ,5.}
Estas ecuaciones de síntesis se pueden resolver numéricamente para obtener las coordenadas w = (wx, wy) y g = (gx, gy) que localizan la posición de las articulación del mecanismo de cuatro barras.
Esta formulación de la síntesis de entrada-salida de un mecanismo de cuatro barras es una inversión de la síntesis de posiciones finitas, donde el movimiento de la manivela de salida en relación con la manivela de entrada es especificada por el diseñador. Desde este punto de vista, el enlace OC en planta es una manivela que satisface las posiciones finitas especificadas del movimiento de la manivela de salida en relación con la manivela de entrada, y con sus resultados Burmester demostró la existencia de al menos una biela de enlace. Más aún, los resultados de Burmester demuestran que puede haber tres configuraciones que proporcionan la deseada relación de entrada-salida.

## Lecturas relacionadas
- Ian R. Porteous (2001)  diferenciación geométrica ', § 3.5 puntos Burmester, página 58, ISBN 0-521-00264-8 Cambridge University Press.
- M. Ceccarelli y T. Koetsier, Burmester y Allievi: Una teoría y su aplicación para el diseño de mecanismos a finales del siglo XIX, ASME 2006